# Elie Yossef
Elie Yossef, auch Eli Joseph, (hebräisch אֵלִי יוֹסֵף; * 1956 in London) ist ein israelischer zionistischer Aktivist.
Er wuchs in London auf, wo er die Hasmonean High School besuchte. 1973 gründete er die englische Betar (zionistische Jugendorganisation). 1975 wanderte er nach Israel aus und diente in den Golani- und Fallschirmjäger-Brigaden der israelischen Streitkräfte. Nach dem Wehrdienst studierte er bei Machon Meir und an der Hebräischen Universität Jerusalem. 1988 gründete er in Israel die Kinder- und Jugend-Alijah für französische Einwanderer.
Er setzte sich gemeinsam mit Natan Scharanski und Yosef Mendelevitch für den in den USA als Spion inhaftierten Jonathan Pollard ein.
Er rief dazu auf, die diplomatischen Beziehungen mit Russland wegen dessen Unterstützung des iranischen Atomwaffenprogramms, der syrischen Assad-Diktatur und der Hamas. Er opponierte aktiv gegen das Camp-David-Abkommen mit Ägypten und dem Rückzug Israels von der Halbinsel Sinai. Yossef bezeichnet sich dabei selbst als "humanitärer Zionist".
Yossef arbeitet heute als selbstständiger Immobilienmakler.